# Cyperus decompositus
Cyperus decompositus là một loài thực vật có hoa trong họ Cói. Loài này được (R.Br.) F.Muell. mô tả khoa học đầu tiên năm 1874.